# Kościół katolicki w Kenii

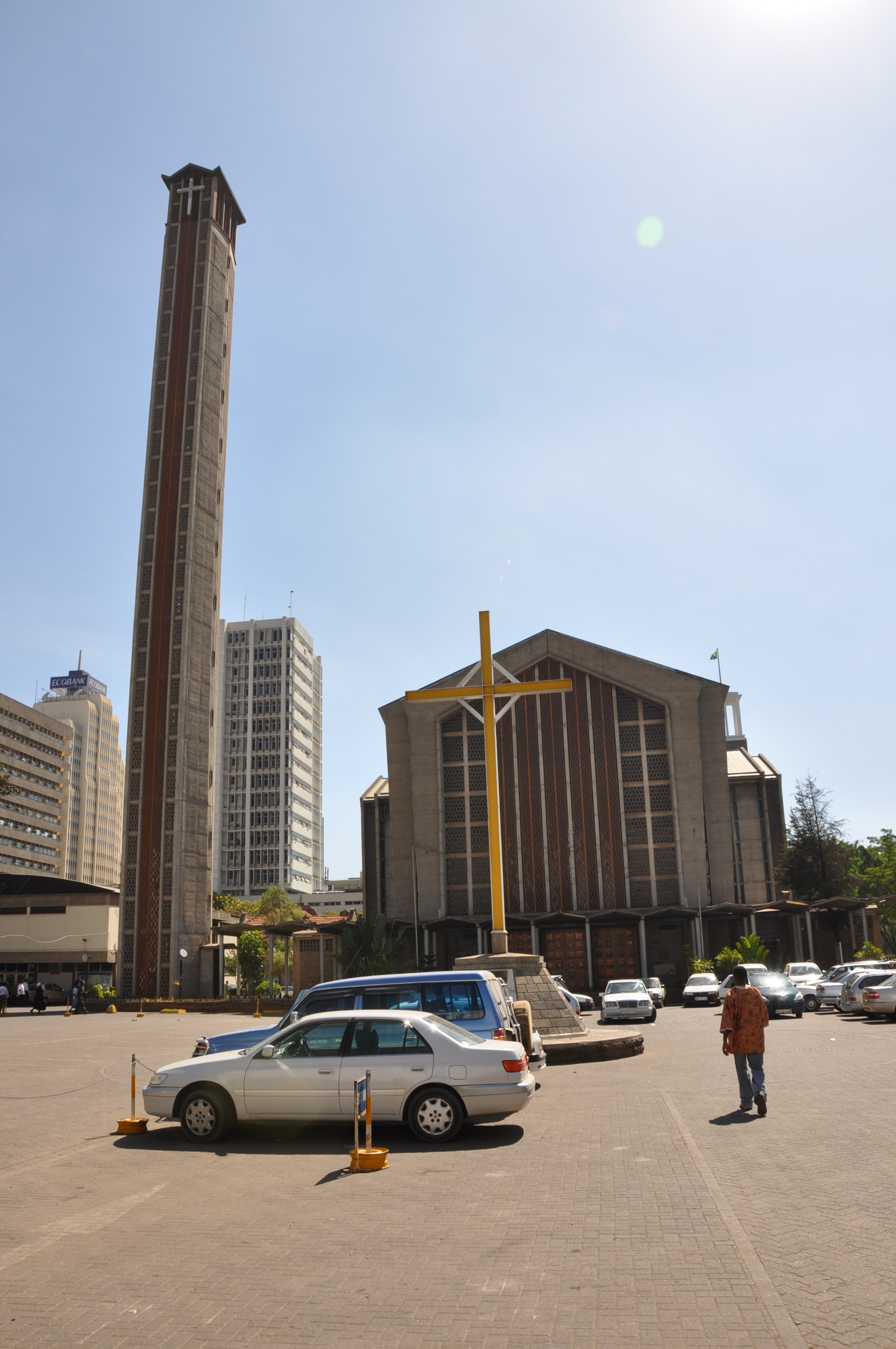
Katedra w Nairobi

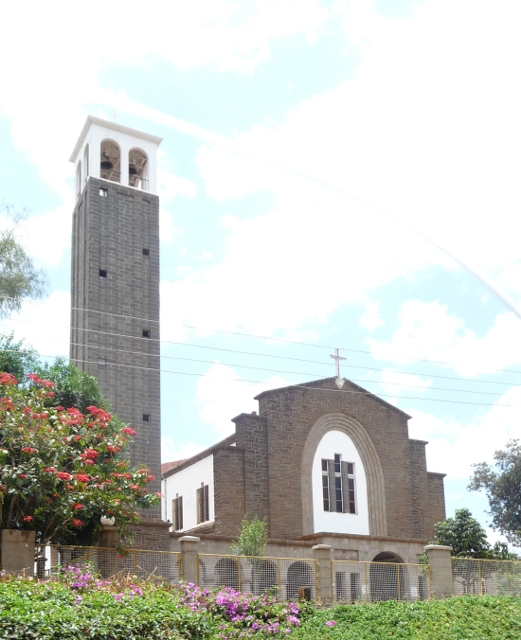
Katedra w Nyeri

Kościół katolicki w Kenii (ang. Catholic Church in Kenya) – wspólnota będąca częścią ogólnoświatowego Kościoła rzymskokatolickiego. Według spisu powszechnego w 2021 roku zrzesza blisko 10 milionów wiernych (20,6% populacji Kenii), w kraju przeważająco protestanckim. 
W badaniu Georgetown University z 2023 roku, które uwzględniło 36 krajów z dużą populacją katolików – 73% katolików w Kenii twierdzi, że uczestniczy we Mszy św. przynajmniej raz w tygodniu, co jest drugim wynikiem na świecie, po Nigerii.
Kościół katolicki w Kenii prowadzi około 497 szpitali misyjnych, co stanowi około 30% wszystkich placówek opieki zdrowotnej w kraju.

## Historia
Najwcześniejsze ślady Kościoła katolickiego w Kenii zaczynają się od misjonarzy, którzy spenetrowali państwo w 1498 r., na czele z Vasco da Gamą. 
W 1599 roku Francisco da Gama poinformował, że kościół w Mombasie był prawie ukończony i że ewangelizacja była w toku. Augustianie, którzy byli odpowiedzialni za działalność misyjną, poinformowali, że nawróciło się 600 osób. Wśród nowo nawróconych był wygnany władca Pemby, który mieszkał w Mombasie. Nie ma wzmianki o jakiejkolwiek obecności chrześcijan w Mombasie po zdobyciu i przejęciu kontroli przez Arabów w roku 1729. Portugalska okupacja wschodniego wybrzeża nie pozostawiła znaczącego śladu.
Rzymskokatolicka działalność misyjna w Afryce Wschodniej została zapoczątkowana przez francuską Kongregację Ducha Świętego wśród byłych niewolników Reunionu. Inicjatywę podjął biskup Maupoint, który założył w 1863 roku stałą placówkę na Zanzibarze z dwoma księżmi, Anthonym Homierem i Edwardem Baurem oraz dwoma braćmi.